# Kirowsk (Leningrad)
Kirowsk (russisch Кировск, finnisch Korotka) ist eine Stadt in der Oblast Leningrad in Russland.
Kirowsk liegt 33 km östlich von Sankt Petersburg und 7 km südwestlich des Ladogasees an der Newa. Die nächstgelegene Stadt ist das neun Kilometer entfernte Schlüsselburg. In Kirowsk leben 26.986 Einwohner (Stand 1. Januar 2024). Die Stadt ist Verwaltungssitz des Rajons Kirowsk.

## Geschichte

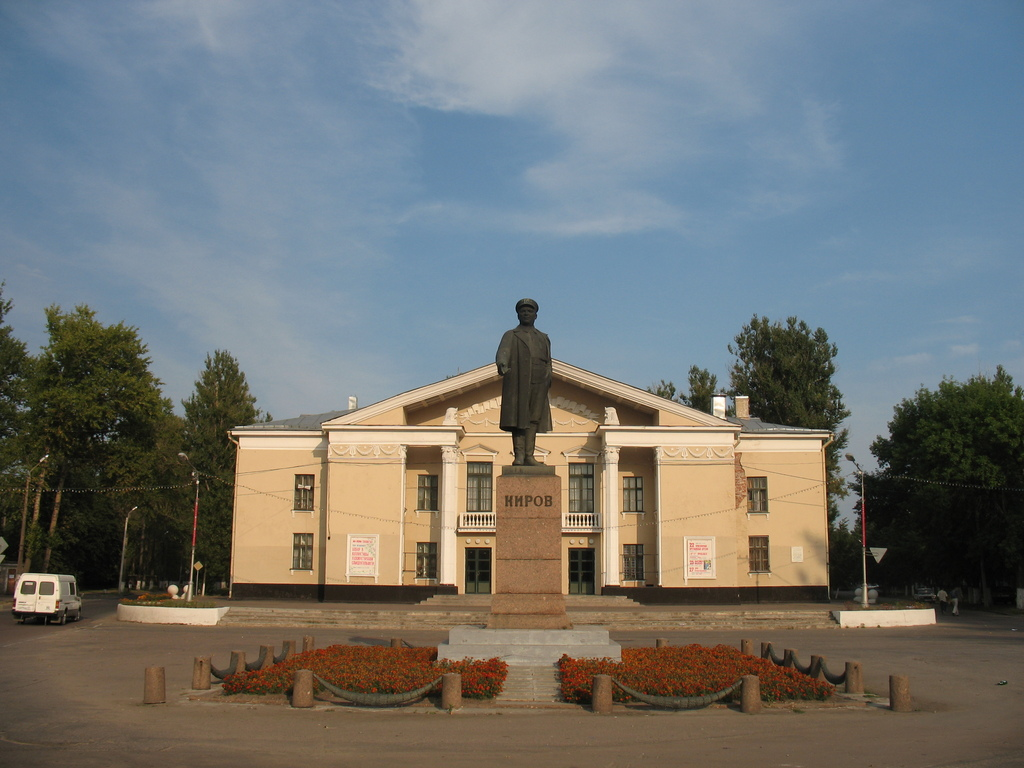
Kirow-Denkmal in Kirowsk

Gegründet wurde der Ort am linken Ufer der Newa im Jahre 1929. Anlass der Gründung war der in der Frühsowjetzeit vorangetriebene Ausbau der Kraftwerke, um die Stromversorgung von Großstädten zu gewährleisten. Nahe dem heutigen Kirowsk wurde auf Initiative des Staatsmanns Sergei Kirow ein neues Heizkraftwerk zur Elektrifizierung Leningrads errichtet. Ursprünglich hieß die zugehörige Siedlung Newdubstroi (Невдубстрой). Das Kraftwerk wurde 1933 in Betrieb genommen.
Während des Zweiten Weltkriegs ereigneten sich wenige Kilometer vor der Siedlung im Januar 1943 heftige Kämpfe zwischen der Wehrmacht und der Sowjetarmee, die Teil der Operation zum Durchbruch der jahrelangen Leningrader Blockade waren. An diese Geschehnisse erinnert seit 1985 ein Museumskomplex am ehemaligen Schlachtfeld nahe der Stadt.
Im Jahre 1953 erhielt die Siedlung im damaligen Rajon Mga der Oblast Leningrad den Stadtstatus sowie ihren heutigen Namen zu Ehren Sergei Kirows, dessen Namen das Heizkraftwerk bereits seit 1934 trug. 1977 wurde Kirowsk Verwaltungszentrum des gleichnamigen Rajons.

### Bevölkerungsentwicklung
| Jahr | Einwohner |
| ---- | --------- |
| 1939 | 8.364     |
| 1959 | 11.059    |
| 1970 | 12.043    |
| 1979 | 16.985    |
| 1989 | 23.655    |
| 2002 | 24.361    |
| 2010 | 25.650    |

Anmerkung: Volkszählungsdaten

## Wirtschaft und Verkehr
Neben dem Heizkraftwerk (GRES) existieren in Kirowsk mehrere Industriebetriebe, darunter eine Fabrik für Schiffsbauanlagen und ein Stahlbetonwerk. Außerdem befindet sich in der Stadt ein neues Industriegebiet im Bau.
Kirowsk ist Ausgangspunkt der Automagistrale A120, die bei der Stadt von der Fernstraße M18 (St. Petersburg – Murmansk) abzweigt, und bis zur Ostsee bei Bolschaja Ischora führt. Ebenso verfügt die Stadt über einen Bahnhof, der ihren historischen Namen (Newdubstroi) trägt.